# 小箱虫
小箱虫（学名：Larnacilla typus）为箱虫科小箱虫属的动物。分布于中太平洋，包括东海等海域。